# Lista siturilor arheologice din județul Bistrița-Năsăud - C
Lista siturilor arheologice din județul Bistrița-Năsăud - C conține toate siturile arheologice din județul Bistrița-Năsăud înscrise în Repertoriul Arheologic Național (RAN) și aflate în localități al căror nume începe cu litera C. RAN este administrat de Ministerul Culturii și Patrimoniului Național și cuprinde date științifice, cartografice, topografice, imagini și planuri, precum și orice alte informații privitoare la zonele cu potențial arheologic, studiate sau nu, încă existente sau dispărute.
Puteți căuta un sit din localitățile care încep cu litera C folosind formularul de mai jos sau puteți naviga prin toate siturile din județ la Lista siturilor arheologice din județul Bistrița-Năsăud.
| Cod RAN                                  | Denumire | Localitate                                  | Adresă                      | Datare                     | Descoperit | Coordonate | Imagine           | Erori            |
| ---------------------------------------- | --- | ------------------------------------------- | --------------------------- | -------------------------- | ---------- | ---------- | ----------------- | ---------------- |
| 32820.01.01 (Cod LMI: BN-I-m-B-01308.04) | Situl arheologic de la Căianu Mic - "Pe poduri" / ansamblu anonim (Categorie: locuire civilă) (Tip: Așezare)                                                       | sat Căianu Mic, comuna Căianu Mic           | Pe poduri                   |                            |            |            | Încărcați imagine | Raportați eroare |
| 32820.01.02 (Cod LMI: BN-I-m-B-01308.03) | Situl arheologic de la Căianu Mic - "Pe poduri" / ansamblu anonim (Categorie: locuire civilă) (Tip: Așezare)                                                       | sat Căianu Mic, comuna Căianu Mic           | Pe poduri                   | sec. II - III p. Chr.      |            |            | Încărcați imagine | Raportați eroare |
| 32820.01.03 (Cod LMI: BN-I-m-B-01308.02) | Situl arheologic de la Căianu Mic - "Pe poduri" / ansamblu anonim (Categorie: locuire civilă) (Tip: Așezare)                                                       | sat Căianu Mic, comuna Căianu Mic           | Pe poduri                   | sec. V - VI                |            |            | Încărcați imagine | Raportați eroare |
| 32820.01.04 (Cod LMI: BN-I-m-B-01308.01) | Situl arheologic de la Căianu Mic - "Pe poduri" / ansamblu anonim (Categorie: locuire civilă) (Tip: Așezare)                                                       | sat Căianu Mic, comuna Căianu Mic           | Pe poduri                   | sec. VIII - IX             |            |            | Încărcați imagine | Raportați eroare |
| 33220.01.01 (Cod LMI: BN-I-m-B-01309.04) | Situl arheologic de la Cepari - "Fântâna Albă" / ansamblu anonim (Categorie: locuire civilă) (Tip: Așezare)                                                        | sat Cepari, comuna Dumitra                  | Fântâna Albă                |                            |            |            | Încărcați imagine | Raportați eroare |
| 33220.01.02 (Cod LMI: BN-I-m-B-01309.03) | Situl arheologic de la Cepari - "Fântâna Albă" / ansamblu anonim (Categorie: locuire civilă) (Tip: Așezare)                                                        | sat Cepari, comuna Dumitra                  | Fântâna Albă                |                            |            |            | Încărcați imagine | Raportați eroare |
| 33220.01.03 (Cod LMI: BN-I-m-B-01309.02) | Situl arheologic de la Cepari - "Fântâna Albă" / ansamblu anonim (Categorie: locuire civilă) (Tip: Așezare)                                                        | sat Cepari, comuna Dumitra                  | Fântâna Albă                |                            |            |            | Încărcați imagine | Raportați eroare |
| 33220.01.04 (Cod LMI: BN-I-m-B-01309.01) | Situl arheologic de la Cepari - "Fântâna Albă" / ansamblu anonim (Categorie: locuire civilă) (Tip: Așezare)                                                        | sat Cepari, comuna Dumitra                  | Fântâna Albă                | sec. II-III p. Chr.        |            |            | Încărcați imagine | Raportați eroare |
| 33220.01.05 (Cod LMI: BN-I-s-B-01309)    | Situl arheologic de la Cepari - "Fântâna Albă" / ansamblu anonim (Categorie: locuire civilă) (Tip: Așezare)                                                        | sat Cepari, comuna Dumitra                  | Fântâna Albă                |                            |            |            | Încărcați imagine | Raportați eroare |
| 33220.02.01                              | Necropola Latene de la Cepari / ansamblu anonim (Categorie: descoperire funerară) (Tip: Necropolă)                                                                 | sat Cepari, comuna Dumitra                  |                             |                            |            |            | Încărcați imagine | Raportați eroare |
| 33462.01 (Cod LMI: BN-I-s-B-01313)       | Situl arheologic de la Chiraleș - "Pe deal" (Categorie: locuire civilă) (Tip: așezare)                                                                             | sat Chiraleș, comuna Lechința               | Pe deal                     | sec. II-III p. Chr.        |            |            | Încărcați imagine | Raportați eroare |
| 33462.01.01 (Cod LMI: BN-I-m-B-01313.04) | Situl arheologic de la Chiraleș - "Pe deal" / ansamblu anonim (Categorie: locuire civilă) (Tip: Așezare)                                                           | sat Chiraleș, comuna Lechința               | Pe deal                     |                            |            |            | Încărcați imagine | Raportați eroare |
| 33462.01.02 (Cod LMI: BN-I-m-B-01313.03) | Situl arheologic de la Chiraleș - "Pe deal" / ansamblu anonim (Categorie: locuire civilă) (Tip: Așezare)                                                           | sat Chiraleș, comuna Lechința               | Pe deal                     |                            |            |            | Încărcați imagine | Raportați eroare |
| 33462.01.03 (Cod LMI: BN-I-m-B-01313.02) | Situl arheologic de la Chiraleș - "Pe deal" / ansamblu anonim (Categorie: locuire civilă) (Tip: Așezare)                                                           | sat Chiraleș, comuna Lechința               | Pe deal                     | dacică sec. II-III p. Chr. |            |            | Încărcați imagine | Raportați eroare |
| 33462.01.04 (Cod LMI: BN-I-m-B-01313.01) | Situl arheologic de la Chiraleș - "Pe deal" / ansamblu anonim (Categorie: locuire civilă) (Tip: Așezare)                                                           | sat Chiraleș, comuna Lechința               | Pe deal                     |                            |            |            | Încărcați imagine | Raportați eroare |
| 33462.02.01                              | Situl arheologic de la Chiraleș - "După deal" / ansamblu anonim (Categorie: locuire civilă) (Tip: Așezare)                                                         | sat Chiraleș, comuna Lechința               | După deal                   |                            |            |            | Încărcați imagine | Raportați eroare |
| 33462.02.02                              | Situl arheologic de la Chiraleș - "După deal" / ansamblu anonim (Categorie: locuire civilă) (Tip: Așezare)                                                         | sat Chiraleș, comuna Lechința               | După deal                   |                            |            |            | Încărcați imagine | Raportați eroare |
| 33462.02.03                              | Situl arheologic de la Chiraleș - "După deal" / ansamblu anonim (Categorie: locuire civilă) (Tip: Așezare)                                                         | sat Chiraleș, comuna Lechința               | După deal                   | geto-dacică                |            |            | Încărcați imagine | Raportați eroare |
| 33462.02.04                              | Situl arheologic de la Chiraleș - "După deal" / ansamblu anonim (Categorie: locuire civilă) (Tip: Așezare)                                                         | sat Chiraleș, comuna Lechința               | După deal                   | sec. III - IV              |            |            | Încărcați imagine | Raportați eroare |
| 33462.02.05                              | Situl arheologic de la Chiraleș - "După deal" / ansamblu anonim (Categorie: locuire civilă) (Tip: Așezare)                                                         | sat Chiraleș, comuna Lechința               | După deal                   | sec. XI - XII              |            |            | Încărcați imagine | Raportați eroare |
| 34725.01.01 (Cod LMI: BN-I-m-B-01310.03) | Situl arheologic de la Chintelnic - "Poderei" / ansamblu anonim (Categorie: locuire civilă) (Tip: Așezare)                                                         | sat Chintelnic, comuna Șieu-Măgheruș        | Poderei                     |                            |            |            | Încărcați imagine | Raportați eroare |
| 34725.01.02 (Cod LMI: BN-I-m-B-01310.02) | Situl arheologic de la Chintelnic - "Poderei" / ansamblu anonim (Categorie: locuire civilă) (Tip: Așezare)                                                         | sat Chintelnic, comuna Șieu-Măgheruș        | Poderei                     |                            |            |            | Încărcați imagine | Raportați eroare |
| 34725.01.03 (Cod LMI: BN-I-m-B-01310.01) | Situl arheologic de la Chintelnic - "Poderei" / ansamblu anonim (Categorie: locuire civilă) (Tip: Așezare)                                                         | sat Chintelnic, comuna Șieu-Măgheruș        | Poderei                     |                            |            |            | Încărcați imagine | Raportați eroare |
| 33024.01.01 (Cod LMI: BN-I-s-B-01311)    | Așezarea din epoca bronzului de la Chiochiș - "Pe Cleja" / ansamblu anonim (Categorie: locuire civilă) (Tip: Așezare)                                              | sat Chiochiș, comuna Chiochiș               | Pe Cleja                    |                            |            |            | Încărcați imagine | Raportați eroare |
| 33024.02.01 (Cod LMI: BN-I-s-B-01312)    | Așezarea romană de la Chiochiș - "Fântâna Puturoasă" / ansamblu anonim (Categorie: locuire civilă) (Tip: Așezare)                                                  | sat Chiochiș, comuna Chiochiș               | Fântâna Puturoasă           | sec. II-III p. Chr.        |            |            | Încărcați imagine | Raportați eroare |
| 34208.01.01 (Cod LMI: BN-I-s-A-01315)    | Așezarea hallstattiană de la Ciceu-Corabia - "Măgura" / ansamblu anonim (Categorie: locuire civilă) (Tip: Așezare)                                                 | sat Ciceu-Corabia, comuna Ciceu - Mihăiești | Măgura                      |                            |            |            | Încărcați imagine | Raportați eroare |
| 34208.02 (Cod LMI: BN-I-s-A-01316)       | Cetatea Ciceului de la Ciceu - Corabia (Categorie: locuire civilă) (Tip: cetate)                                                                                   | sat Ciceu-Corabia, comuna Ciceu - Mihăiești | Cetate                      |                            |            |            | Încărcați imagine | Raportați eroare |
| 34208.02.01 (Cod LMI: BN-I-s-A-01316)    | Cetatea Ciceului de la Ciceu - Corabia / ansamblu Cetatea Ciceului (Categorie: locuire civilă) (Tip: Fortificație)                                                 | sat Ciceu-Corabia, comuna Ciceu - Mihăiești | Cetate                      |                            |            |            | Încărcați imagine | Raportați eroare |
| 34208.05.02 (Cod LMI: BN-I-s-A-01316)    | Cetatea Ciceului de la Ciceu - Corabia / ansamblu anonim (Categorie: locuire civilă) (Tip: Așezare)                                                                | sat Ciceu-Corabia, comuna Ciceu - Mihăiești | Cetate                      | dacică                     |            |            | Încărcați imagine | Raportați eroare |
| 34208.03.01 (Cod LMI: BN-I-m-B-01317.01) | Sistem de supraveghere și apărare a limes-ului în sectorul Ciceu-Corabia - "Ponița" / ansamblu turn roman (Categorie: fortificație) (Tip: Turn)                    | sat Ciceu-Corabia, comuna Ciceu - Mihăiești | Ponița                      | romană sec. II-III p. Chr. |            |            | Încărcați imagine | Raportați eroare |
| 34208.04.01 (Cod LMI: BN-I-m-B-01317.02) | Sistem de supraveghere și apărare a limes-ului în sectorul Ciceu-Corabia - "Muncelu" / ansamblu turn roman (Categorie: fortificație) (Tip: Turn)                   | sat Ciceu-Corabia, comuna Ciceu - Mihăiești | Muncelu                     | romană sec II-III p. Chr.  |            |            | Încărcați imagine | Raportați eroare |
| 32964.01.01 (Cod LMI: BN-I-s-B-01319)    | Așezarea romană de la Ciceu - "Giurgești" / ansamblu anonim (Categorie: locuire civilă) (Tip: Așezare)                                                             | sat Ciceu-Giurgești, comuna Ciceu-Giurgești |                             | sec. II - III p. Chr.      |            |            | Încărcați imagine | Raportați eroare |
| 32848.01.01 (Cod LMI: BN-I-m-B-01320)    | Turnul roman de la Ciceu-Poieni - "Podul Milcoaiei" / ansamblu turn roman (Categorie: fortificație) (Tip: Turn)                                                    | sat Ciceu-Poieni, comuna Căianu Mic         | Podul Milcoaiei             | romană sec. II-III p. Chr. |            |            | Încărcați imagine | Raportați eroare |
| 32848.02.01 (Cod LMI: BN-I-m-B-01321)    | Sistem de supraveghere și apărare a limes-ului în sectorul de la Ciceu-Poieni - "Strunga Găvoșdenilor" / ansamblu Turn roman (Categorie: fortificație) (Tip: Turn) | sat Ciceu-Poieni, comuna Căianu Mic         | Vârful Strunga Găvoșdenilor | romană sec II-III p. Chr.  |            |            | Încărcați imagine | Raportați eroare |
| 32848.02.02 (Cod LMI: BN-I-m-B-01321)    | Sistem de supraveghere și apărare a limes-ului în sectorul de la Ciceu-Poieni - "Strunga Găvoșdenilor" / ansamblu anonim (Categorie: fortificație) (Tip: Așezare)  | sat Ciceu-Poieni, comuna Căianu Mic         | Vârful Strunga Găvoșdenilor |                            |            |            | Încărcați imagine | Raportați eroare |
| 34823.01.01 (Cod LMI: BN-I-s-B-01322)    | Așezarea romană de la Coasta / ansamblu anonim (Categorie: locuire civilă) (Tip: Așezare)                                                                          | sat Coasta, comuna Șieu-Odorhei             |                             | sec. II-III p. Chr.        |            |            | Încărcați imagine | Raportați eroare |
| 33685.01.01 (Cod LMI: BN-I-m-B-01325.04) | Situl arheologic de la Corvinești - "Pe vale" / ansamblu anonim (Categorie: locuire civilă) (Tip: Așezare)                                                         | sat Corvinești, comuna Matei                | Pe vale                     |                            |            |            | Încărcați imagine | Raportați eroare |
| 33685.01.02 (Cod LMI: BN-I-m-B-01325.03) | Situl arheologic de la Corvinești - "Pe vale" / ansamblu anonim (Categorie: locuire civilă) (Tip: Așezare)                                                         | sat Corvinești, comuna Matei                | Pe vale                     |                            |            |            | Încărcați imagine | Raportați eroare |
| 33685.01.03 (Cod LMI: BN-I-m-B-01325.02) | Situl arheologic de la Corvinești - "Pe vale" / ansamblu anonim (Categorie: locuire civilă) (Tip: Așezare)                                                         | sat Corvinești, comuna Matei                | Pe vale                     | sec. II-III p. Chr.        |            |            | Încărcați imagine | Raportați eroare |
| 33685.01.04 (Cod LMI: BN-I-m-B-01325.01) | Situl arheologic de la Corvinești - "Pe vale" / ansamblu anonim (Categorie: locuire civilă) (Tip: Așezare)                                                         | sat Corvinești, comuna Matei                | Pe vale                     | sec. IV                    |            |            | Încărcați imagine | Raportați eroare |
| 33685.02.01 (Cod LMI: BN-I-s-B-01326)    | Așezarea romană de la Corvinești - "La Curte" / ansamblu anonim (Categorie: locuire civilă) (Tip: Așezare)                                                         | sat Corvinești, comuna Matei                | La Curte                    | sec. II-III p. Chr.        |            |            | Încărcați imagine | Raportați eroare |
| 34958.01.01 (Cod LMI: BN-I-s-B-01323)    | Așezarea din epoca bronzului de la Cociu - "La grivă" / ansamblu anonim (Categorie: locuire civilă) (Tip: Așezare)                                                 | sat Cociu, comuna Șintereag                 | La grivă                    |                            |            |            | Încărcați imagine | Raportați eroare |
| 32508.01.01 (Cod LMI: BN-I-s-A-01324)    | Situl arheologic de la Coldău - "Varbă" / ansamblu anonim (Categorie: locuire civilă) (Tip: Așezare fortificată)                                                   | sat Coldău, oraș Beclean                    | Varbă                       | Wietenberg                 |            |            | Încărcați imagine | Raportați eroare |
| 32508.01.02 (Cod LMI: BN-I-s-A-01324)    | Situl arheologic de la Coldău - "Varbă" / ansamblu anonim (Categorie: locuire civilă) (Tip: Așezare fortificată)                                                   | sat Coldău, oraș Beclean                    | Varbă                       | Suciu de Sus               |            |            | Încărcați imagine | Raportați eroare |
| 32508.01.03 (Cod LMI: BN-I-s-A-01324)    | Situl arheologic de la Coldău - "Varbă" / ansamblu anonim (Categorie: locuire civilă) (Tip: Așezare fortificată)                                                   | sat Coldău, oraș Beclean                    | Varbă                       | Otomani                    |            |            | Încărcați imagine | Raportați eroare |
| 32508.01.04 (Cod LMI: BN-I-s-A-01324)    | Situl arheologic de la Coldău - "Varbă" / ansamblu anonim (Categorie: locuire civilă) (Tip: Așezare)                                                               | sat Coldău, oraș Beclean                    | Varbă                       | Starčevo - Criș            |            |            | Încărcați imagine | Raportați eroare |
| 33907.01.01 (Cod LMI: BN-I-s-B-20240)    | Necropola celtică de la Comlod - "Dealul Viilor" / ansamblu Necropolă celtică (Categorie: descoperire funerară) (Tip: Necropolă)                                   | sat Comlod, comuna Milaș                    | Dealul Viilor               | Celtică                    |            |            | Încărcați imagine | Raportați eroare |
| 34734.01 (Cod LMI: BN-I-s-B-01327)       | Așezarea din epoca bronzului de la Crăinimăt (Categorie: locuire civilă) (Tip: așezare)                                                                            | sat Crainimăt, comuna Șieu-Măgheruș         |                             |                            |            |            | Încărcați imagine | Raportați eroare |
| 34734.01.01 (Cod LMI: BN-I-s-B-01327)    | Așezarea din epoca bronzului de la Crăinimăt / ansamblu anonim (Categorie: locuire civilă) (Tip: Așezare)                                                          | sat Crainimăt, comuna Șieu-Măgheruș         |                             |                            |            |            | Încărcați imagine | Raportați eroare |
| 34832.01.01 (Cod LMI: BN-I-s-B-01328)    | Situl arheologic de la Cristur-Șieu - "La Baie" / ansamblu anonim (Categorie: locuire civilă) (Tip: Așezare)                                                       | sat Cristur-Șieu, comuna Șieu-Odorhei       | La baie                     |                            |            |            | Încărcați imagine | Raportați eroare |
| 34832.01.02 (Cod LMI: BN-I-s-B-01328)    | Situl arheologic de la Cristur-Șieu - "La Baie" / ansamblu anonim (Categorie: locuire civilă) (Tip: Așezare)                                                       | sat Cristur-Șieu, comuna Șieu-Odorhei       | La baie                     |                            |            |            | Încărcați imagine | Raportați eroare |
| 34832.01.03 (Cod LMI: BN-I-s-B-01328)    | Situl arheologic de la Cristur-Șieu - "La Baie" / ansamblu anonim (Categorie: locuire civilă) (Tip: Așezare)                                                       | sat Cristur-Șieu, comuna Șieu-Odorhei       | La baie                     | sec. II - III p. Chr.      |            |            | Încărcați imagine | Raportați eroare |
| 34832.01.04 (Cod LMI: BN-I-m-A-01328.01) | Situl arheologic de la Cristur-Șieu - "La Baie" / ansamblu anonim (Categorie: locuire civilă) (Tip: Așezare)                                                       | sat Cristur-Șieu, comuna Șieu-Odorhei       | La baie                     |                            |            |            | Încărcați imagine | Raportați eroare |
| 33569.01.01 (Cod LMI: BN-I-s-B-01329)    | Așezarea din epoca bronzului de la Cușma - "Cetatea" / ansamblu anonim (Categorie: locuire civilă) (Tip: Așezare)                                                  | sat Cușma, comuna Livezile                  | Cetatea                     |                            |            |            | Încărcați imagine | Raportați eroare |
| 32820.02                                 | Obiecte neolitice descoperite la Căianu Mic - "Săcășag" (Categorie: descoperire izolată) (Tip: obiect izolat)                                                      | sat Căianu Mic, comuna Căianu Mic           | Săcășag                     |                            |            |            | Încărcați imagine | Raportați eroare |
| 33131.01                                 | Topor neolitic de la Chiuza- Lușnici (Categorie: descoperire izolată) (Tip: obiect izolat)                                                                         | sat Chiuza, comuna Chiuza                   | Lușnici                     |                            |            |            | Încărcați imagine | Raportați eroare |
| 33024.03.01                              | Așezarea neolitică de la Chiochiș- După Grădini / ansamblu anonim (Categorie: locuire civilă) (Tip: Așezare)                                                       | sat Chiochiș, comuna Chiochiș               | După Grădini                |                            |            |            | Încărcați imagine | Raportați eroare |
| 33024.04                                 | Obiecte neolitice de la Chiochiș (Categorie: descoperire izolată) (Tip: obiect izolat)                                                                             | sat Chiochiș, comuna Chiochiș               |                             |                            |            |            | Încărcați imagine | Raportați eroare |
| 34725.02                                 | Obiecte neolitice de la Chintelnic- Lazuri (Categorie: descoperire izolată) (Tip: obiect izolat)                                                                   | sat Chintelnic, comuna Șieu-Măgheruș        | Lazuri                      |                            |            |            | Încărcați imagine | Raportați eroare |
| 32688.01                                 | Topor neolitic de la Cireșoaia- Tăietura (Categorie: descoperire izolată) (Tip: obiect izolat)                                                                     | sat Cireșoaia, comuna Braniștea             | Tăietura                    |                            |            |            | Încărcați imagine | Raportați eroare |
| 33685.03                                 | Unelte eneolitice de la Corvinești- Buna, Runa, După Deal (Categorie: descoperire izolată) (Tip: obiect izolat)                                                    | sat Corvinești, comuna Matei                | Buna, Runa, După Deal       |                            |            |            | Încărcați imagine | Raportați eroare |
| 34832.02                                 | Topor neolitic la Cristur-Șieu- Poiană (Categorie: descoperire izolată) (Tip: obiect izolat)                                                                       | sat Cristur-Șieu, comuna Șieu-Odorhei       | Poiană                      |                            |            |            | Încărcați imagine | Raportați eroare |
| 34832.03                                 | Topoare neolitice la Cristur-Șieu- Fântâna Viilor (Categorie: descoperire izolată) (Tip: obiect izolat)                                                            | sat Cristur-Șieu, comuna Șieu-Odorhei       | Fântâna Viilor              |                            |            |            | Încărcați imagine | Raportați eroare |
| 35287.01.01                              | Așezare neolitică la Cristeștii Ciceului- Poduri / ansamblu anonim (Categorie: locuire civilă) (Tip: Așezare)                                                      | sat Cristeștii Ciceului, comuna Uriu        | Poduri                      |                            |            |            | Încărcați imagine | Raportați eroare |
| 33569.02                                 | Nucleu din obsidian neolitic de la Cușma - "Peștera Tâlharilor" (Categorie: descoperire izolată) (Tip: obiect izolat)                                              | sat Cușma, comuna Livezile                  | Peștera Tâlharilor          |                            |            |            | Încărcați imagine | Raportați eroare |
| 33220.03.01 (Cod LMI: BN-II-m-B-01627)   | Biserica medievală evanghelică, azi biserica ortodoxă "Buna Vestire" de la Cepari / ansamblu anonim (Categorie: structură de cult/religioasă) (Tip: Biserică)      | sat Cepari, comuna Dumitra                  | 36                          | sec. XV                    |            |            | Încărcați imagine | Raportați eroare |
| 34208.05.01 (Cod LMI: BN-II-m-A-01630)   | Ruinele cetății Ciceului / ansamblu anonim (Categorie: fortificație) (Tip: Cetate)                                                                                 | sat Ciceu-Corabia, comuna Ciceu - Mihăiești | Cetatea Ciceului            | sec. XIII - XVI            |            |            | Încărcați imagine | Raportați eroare |